# Оптимизация за търсачки
Оптимизация за търсачки (на английски: search engine optimization, SEO) е процесът на подобряване видимостта на уеб сайт в търсачките чрез „натурални“ или неплатени (нар. още „органични“ или „алгоритмични“) резултати, който включва оптимизация на HTML кода, структурата и текстовете на уеб сайт. Рекламирането на сайта и увеличаването на вътрешните и/или обратните връзки (backlinks) е още една от стратегиите за SEO оптимизация. Фактически, колкото по-рано (или по-напред в страницата) и по-често се появява един сайт в резултатите, толкова повече посетители е вероятно да му генерира търсачката. Така сайтът получава присъствие в интернет пространството. Оптимизацията може да включва различни аспекти за търсене като търсене в определена сфера или регион, както и търсене на картинки, видео или новини.
Като интернет маркетингова стратегия оптимизацията за търсачки изследва как работят търсачките и какво търсят хората.

## История

### Средата на 90-те години
Системните администратори и доставчици на съдържание започват оптимизирането на сайтове за търсещите машини в средата на 90-те години, когато първите търсачки започват да каталогизират ранното уеб пространство. Първоначално всичко необходимо, което уеб администраторите е трябвало да направят, е да поставят адреса на страницата или URL-а в различни машини, които обхождат уеб сайта и извличат хипервръзките от него, които впоследствие да бъдат индексирани.
Процесът включвал прилагането на програми,
```
наречени „паяци“, които търсещите машини използват за изтеглянето на страници от интернет. Те запазват тези страници на обособен за търсачката 
сървър
, докато втора програма, наречена „индексатор“, извлича различна информация от изтеглената страница като думите, които съдържа, къде се намират те и значимостта на всяка от тях. Освен това биват запазени и хипервръзките, които се съдържат в страниците, за да могат да бъдат обходени на по-късен етап.
```

Притежателите на уеб сайтове започват да осъзнават важността на това сайтовете им да имат по-висок ранг и видимост в резултатите на търсещите машини, предопределяйки появата на SEO практикуващите. Според анализатора Дани Съливан се предполага, че фразата „оптимизация на уеб сайтове“ е навлязла в употреба през 1997 г. Първата употреба на термина „оптимизация за търсачки“ е от Джон Аудит, документирана на уеб страница в сайта на Multimedia Group Marketing от август 1997 г.
Ранните алгоритми за търсене разчитат на информация, предоставяна от уеб администраторите като ключови думи, етикети с междинна информация или индексирани файлове от търсачки като ALIWEB. Етикетите с информация или мета таговете (meta tags), описват накратко съдържанието на всяка страница, но използването на такива етикети за индексиране на страници се оказва неефективно, защото изборът на ключови думи може да се разминава с действителното съдържание на страницата. Неточна, непълна или несъстоятелна информация в етикетите може да доведе до показване на резултати, които не са свързани с търсенето.
Чрез включването на многото фактори, повечето от които в контрола на уеб администраторите (като плътността на ключовите думи), ранните търсачки страдат от насилствено (манипулирано) класиране на резултатите. Тъй като успехът и популярността на търсачките се предопределя от способността им да предоставят на потребителите си полезни резултати, налага се търсачките да се адаптират. Създават се по-сложни алгоритми, които взимат предвид допълнителни фактори, за да минимизират показването на несъстоятелни резултати.

### Проектът Backrub и създаването на Google

#### Създаването на PageRank
Студентите в университета Станфорд, Лари Пейдж и Сергей Брин, разработват проекта Backrub, чрез който търсачката разчита на математически алгоритъм, за да даде оценка на популярността на уеб страниците. Принципът на този алгоритъм се базира на ранга на страницата или PageRank, като се взима предвид количеството и тежестта на входящите връзки. PageRank оценява каква е вероятността дадена страница да бъде посетена от случайно „сърфиращ“ потребител и колко страници биват разгледани от това посещение. В действителност, това означава, че някои връзки са по-силни от други и следователно имат по-висок PageRank.
Въпреки че PageRank е по-труден за манипулация, уеб администраторите вече са разработили инструменти за изграждане на връзки и схеми, които да повлияят на търсачките използващи тази технология. Има много сайтове, които са насочени към обмен, закупуване и продажба на връзки, често в голям мащаб. Някои от методите използвани за това е създаването на хиляди сайтове с цел спам на линкове.
Краят на Google PageRank беше оповестен на 24 януари 2014 година.

#### Създаването на Google
Пейдж и Брин основават най-голямата към момента търсачка, Google през 1998 г. Тя привлича все повече верни последователи сред нарастващия брой интернет потребители. Фактори, които не са свързани със самата страница като PageRank и анализ на хипервръзките са позволили на Google да избегне различни манипулации, които са се наблюдавали при търсачки, които са използвали свързани със страницата фактори, каквито са ключовите думи, междинните етикети, заглавията и структурата на сайта.

### Началото на XXI век
До 2004 г. търсачките са включили широк кръг от неизяснени фактори в алгоритмите си с цел намаляване на въздействието на манипулираните връзки. През юни 2007 г. в The New York Times Саул Хансел заявява, че Google използва над 200 различни сигнала, за да класира резултатите на всяка страница. Водещите търсачки Google, Bing и Yahoo! пазят в тайна алгоритмите, които използват за класиране на страници. Хора, изучаващи различни подходи за SEO, са споделили личните си наблюдения свързани с работата на търсещите машини, като така хвърлят по-добра светлина върху това как работят те.
През 2005 г. Google въвеждат персонализиране на резултатите от търсенията за регистрираните си потребители, в зависимост от историята на предишните им търсения. През 2008 г. Брус Клей пише, че класацията на страници според ранга им е напълно изместена от персонализираното търсене. Клей е на мнение, че това да се обсъжда как един сайт се класира е безсмислено, защото неговото място в класацията ще бъде потенциално различно за всеки потребител. През 2007 г. Google обявява кампанията си срещу платените линкове, които влияят на PageRank-а. На 15 юни 2009 г. Google разкрива, че са предприели мерки за смекчаване последиците от PageRank алгоритъма – чрез използването на връзки, които имат атрибут, възпрепятстващ проследяването им (nofollow links).
През декември 2009 г. Google обявява, че ще използват историята на търсенето на всичките си потребители, за да се обогатят резултатите от търсенията. Търсенето в реално време (Google Instant) се въвежда в края на 2010 г., с цел резултатите от търсенията да са по-актуални.
С нарастващата популярност на блоговете и социалните медии, водещите търсачки променят своите алгоритми, за да могат да класират по-бързо най-актуалните резултати.

### Проектът „Панда“ и „Пингвин“

#### Google Панда
През февруари 2011 г. Google обявява актуализация на алгоритъма си под кодовото име „Панда“, по името на един от създателите ѝ Navneet Panda (Google Panda). Целта е да се ограничи класирането на нискокачествени сайтове (тези без полза за потребителите) и такива, които съдържат копирано, неуникално съдържание. В същото време, тя осигурява по-добро класиране за висококачествени сайтове с оригинално съдържание и информация. Според водещата търсачка, тази актуализация дава по-добра възможност на хората по-бързо да намерят най-подходящите отговори на въпросите си. Официално изявление в блога на Google гласи, че промените в алгоритмите от първата актуализация „Панда“ от 24 април 2012 са повлияли на 11,8% от търсенията.

#### Google Пингвин
На 24 април 2012 г. Google стартира проекта „Пингвин“ (Google Penguin) – актуализация, чиято цел е да санкционира сайтове, които нарушават правилника за уеб администратори на Google, използвайки непозволени техники, познати като black-hat SEO. За разлика от PageRank обаче, Google прави всички новости за този алгоритъм обществени. Според проучвания на Google, актуализацията „Пингвин“ се е отразила на 3,1% от търсенията.

#### Предимство за сайтовете с адаптивен дизайн
На 21 април 2015 година Google официално анонсира, че дава предимство в резултатите си от търсене на сайтовете с адаптивен дизайн. Това, което реално търсачката реално направи е да разграничи резултатите от търсене в настолни компютри и мобилни устройства.

## Методи

### Индексиране
Водещите търсачки като Google, Bing и Yahoo! използват софтуер, познат като роботи или кролери (robots/crawlers), който обхожда уеб страниците и ги индексира чрез специални алгоритми. Индексацията е процеса на обхождане на страниците, до които кролерите могат да достигнат, и добавянето им в базата данни на търсачките. Базите данни могат да бъдат разглеждани като библиотеки, в които търсачките търсят най-подходящите отговори и ги връщат като резултати при зададено търсене. Забележете, че когато търсите нещо, търсачката връща отговора от своята база данни, а не търси определен сайт. Роботите вземат предвид различни фактори при обхождане на сайтовете, така че не всяка страница бива намерена. Те следят за най-различни показатели, като например разстоянието от дадена страница до главната директория на сайта. Google предлага инструменти за програмисти (Webmaster Tools), с които може да се изработи карта на сайта (XML Sitemap), за да се гарантира, че всички страници ще бъдат намерени, особено тези, които не са откриваеми посредством автоматизирания метод на търсене.
Някои от търсачките предлагат платена услуга, която гарантира присъствието на изпратения сайт в търсачката. Таксата за услугата се определя на база на реализирани посещения или т.нар. система Pay per Click във връзка със зададени от рекламодателя ключови думи. Тази услуга обикновено гарантира включване на сайта в базата данни, но не и специфично класиране в резултатите от търсенията.
Освен автоматичното индексиране, всеки сайт може да бъде регистриран и в някой от указателите (директориите) като Yahoo и Open Directory Project, но при това се изисква ръчно подаване на информация.

### Предотвратяване на индексирането
За да се предотврати намирането на дадена страница, така наречените роботи на търсещите машини могат да бъдат инструктирани да не отварят определени файлове или директории. Това може да се направи от уеб администраторите на сайта чрез подаване на инструкции към роботите, зададени предварително в специфичен файл, намиращ се в главната директория на домейна. Освен това, на самата страница могат да бъдат поставени етикети (meta tags), които изрично да изключват от базата данни на търсачките.
Когато търсеща машина посещава сайт, файлът с инструкциите, намиращ се в главната директория на домейна, бива прочетен първи, като това предопределя кои от страниците не трябва да бъдат обхождани. Страници, които обикновено имат забрана за обхождане са такива, които съдържат лична информация, като потребителски профил или пазарска количка в онлайн магазин.
През март 2007 г. Google предупреждава уеб администраторите, че трябва да предотвратят индексирането на резултатите от вътрешните търсения, тъй като те се считат за спам и са против правилата, поставени от Google.

### Увеличаване на видимостта
Има много различни методи, с които да се увеличи видимостта на уеб страница в резултатите от търсене. Кръстосаните връзки (cross linking) към най-важните страници на същия сайт може да подобри нейната видимост. Писане на съдържание, което включва често търсена ключова фраза, така че да бъде свързана с широк кръг от заявки за търсене, потенциално ще увеличи трафика. Честото обновяване на информацията може да накара търсещите роботи да се връщат по-често, като така ще придават допълнителна тежест на сайта. Добавянето на подходящи заглавия, както и ключови думи в етикетите на уеб страницата, може да подобри състоятелността на сайта в базата данни на търсачките.

## Основни направления
При изчисляване на релевантността (степен на съответствие) на запитването, машината за търсене (търсачка, Search Engine) отчита такива параметри на сайта като:
- плътност на ключовите думи (фрази): Сложните алгоритми на съвременните търсачки позволяват провеждане на семантичен анализ на текста с цел филтриране на евентуален спам – когато ключовата дума/фраза се среща прекалено често в страницата (над определен процент от целия текст);
- свързани думи: Google Търсене все повече набляга на цялостното съдържание на текста и се опитва да индексира страниците семантично, т.е. по смисъл. Силно влияние има наличието на т. нар. свързани думи в текста. Например, страница за български сувенири е добре да включва информация за България, за български традиции, известни етнографски местности и др.;
- индекс на цитиране на сайта или количество и качество на ресурсите с хипервръзка към сайта: Много от търсачките не отчитат взаимните връзки между сайтовете, затова се предпочитат хипервръзките да бъдат от тематично сродни сайтове;
- данни за потребителското поведение: Много важен критерий за качеството на един сайт е доколко потребителите са доволни от сайта. Съществуват измерители на потребителското удовлетворение, които се използват от търсачките. Най-ясно разбираемите показатели са: време прекарано на сайта, брой разгледани страници, повече от едно посещение на сайта, граматично и правописно правилен текст.

Оптимизацията на даден сайт включва работа с разнообразни вътрешни фактори – привеждане на текста на сайта в съответствие с избраните ключови думи (фрази), повишаване на качеството и количеството текстове на сайта, оптимизация на структурата, навигацията и вътрешните връзки, а също и с външни фактори – обмен на хипервръзки, регистрация в каталози и директории и други техники, целящи повишаване на броя и качеството на хипервръзките, насочени към конкретния ресурс.

## Техники за оптимизация
SEO техниките за оптимизация може да се разделят на три основни категории. Техниките, която търсещите машини препоръчват като част от дизайна на сайта са така наречените „Бяла“ оптимизация. Съществува втори тип, които не са препоръчителни – „Сива“ оптимизация", и такива, които са в директен разрез с правилата на търсачките – „Черна“ оптимизация. По този начин търсачките се опитват да намалят влиянието на тези, които злоупотребяват и манипулират класирането, често чрез строго забранени от търсачките методи.
- „Бяла“ оптимизация: При тази оптимизация се цели резултатите, които се извеждат да се запазят по-дълго във времето, като се изключва използването на забранени методи за рекламиране и класиране на ресурси. Следват се правилата на големи търсачки като Google, Yahoo, Bing и др., и не се позволяват отклонения от тях. Важно е да се отбележи, че тези правила не са записани изрично, а по-скоро са като правилни насоки според съответната търсачка. Следването на тези насоки предполага създаване на съдържание в полза на потребителите, а не такова което цели подвеждането на търсещите машини и алгоритми с цел по-високо индексиране.
- „Сива“ оптимизация: Използват се методи и техники, които не са желателни за използване при търсачките – използване на „ферми за хипервръзки“, закупуване на връзки от високо класирани ресурси.
- „Черна“ оптимизация: Този вид оптимизация се опитва да подобри класирането, по начини, които включват измами. Примери за черна SEO техника са използването на скрит текст или текст с цвят, подобен на фоновия, също така и позициониране на елементи извън екрана. Друг метод е да се извеждат различни страници в зависимост от това дали се посещава от човек или от търсеща машина (т.нар. прикриване) или използването на т.нар. „doorway страници“ и ресурси, създадени специално за роботите и паяците на търсачките. Методите за оптимизация и класиране на уеб сайт с използване на doorway са нарушение на правилата на търсачките.

Наказанието за използване на такива методи от черната оптимизация може да е чрез намаляване на класирането или цялостното му изключване от базата данни на търсачката. Прилагането на тези наказания може да станат автоматично, чрез включените в търсачките алгоритми или чрез ръчно преглеждане на сайта. Пример за това е премахването през февруари 2006 г. от Google на страниците BMW Германия и Ricoh Германия, поради използването на подвеждащи търсещата машина практики. И двете компании, обаче, бързо се извиняват и поправят инкриминираните си страници, като така възстановява позициите си в Google.

## Оптимизиране на сайт
Препоръчва се оптимизирането да се извършва в най-големите търсачки: Google, Yandex, Bing или Yahoo!. Голяма част от останалите търсещи системи, използват информация от тях.

### Избиране ключови думи за съдържанието
Преди да пристъпим към етапите на оптимизация е много важно да разберем какви са ключовите думи за нашия сайт, особено тези на които трябва да наблегнем. А понеже целта на SEO е повишаването на видимостта в търсачките, а от там и повишаването на трафика следва че трябва да разберем кои ключови думи носят най-много трафик в нишата която заемаме. Ключовите думи са строго индивидуални за всеки един сайт поотделно. Според неговата ниша и конкуртна среда, те се подбират стратегически. По кои ключови думи е добре да се работи, така че да се подобри представянето в търсачките, следва да бъде аналазиридано подробно. Инструмент, който предоставя нагледно всяка една отделна ключова дума е Google Search Console. След верифициране на домейна, собственикът има достъп до подробен отчет и анализ на ключовите думи. Платени инструменти, с безплатни и съкратени версии, са Semrush и Ahrefs.
Пример: Ако сайтът е на тема „Храна за животни“, вие бихте искали да се показвате на това словосъчетание, но за да имате още повече трафик сигурно щяхте да искате да доминирате първите позиции и по ключови думи като „Храна за котки“, „Храна за кучета“ и каквито още храни за животни има. И за да има още по-добро разнообразие, което е много важно след като от Google стартираха своят нов алгоритъм HUMINGBURD (Колибри) който обръща огромно внимание на по-дълги фрази като „Храна за кучета на ниски цени“. Подобни словосъчетания с данни за трафика който носят, конкуренцията и сезонността на търсенето могат да бъдат извлечени с инструмента за ключови думи който вече е част от Google Adwords. След като извлечете всички ключови думи с търсене повече от 50 на месец можете да работите по етапите, факторите на оптимизация.

### LSI (Latent Semantic Indexing) ключови думи
Търсачките еволюират постоянно и инвестират милиони долари, за да подобряват техните алгоритми. Поради тази причина вече не е достатъчно използването и оптимизирането по отделни (единични) ключови думи, каквато беше практиката преди време.
Все по-важен фактор става семантичното търсене и индексиране. То набира все по-голяма популярност, защото успява да предостави по-добро потребителско изживяване (User Experience – UX), чрез по-добри и релевантни резултати в търсачките (SERP). Именно поради тази причина събирането на семантично ядро и използването на LSI (Latent Semantic Indexing) keywords в оптимизацията за търсачки набира все по-голяма тежест.
LSI keywords са семантично свързани ключови думи с основната ключова дума, но не са нейни синоними. Когато се описва дадена тема или подтема по естествен начин се използва голям набор от думи и фрази, които са тясно свързани с нея. С използването на тези семантични думи и фрази търсачките разбират много по-детайлно съдържанието на страницата, следователно го класират и показват при много повече търсения, които са сходни с темата на страницата.
Търсачките като Google, Bing и Yahoo, имат огромна база данни със семантично свързани ключови думи за почти всички теми и подтеми.
Поради тази причина правилното сформиране и използване на семантично ядро е ключов момент в цялостната оптимизация за търсачки.
Етапите на оптимизацията условно се делят на външни и вътрешни (спрямо оптимизирания сайт) фактори:

### Вътрешна оптимизация
Чрез вътрешната оптимизация се цели постигането на повече посещения, посредством търсения в търсачки като Google, Yahoo! и др. по ключова дума или фраза. Към нея влизат валидният (според W3C) HTML и CSS код, добре структурираното съдържание, както и правилно поставените заглавия и подзаглавия. Създаването на карта на сайта (sitemap) е още един похват спомагащ за този тип оптимизация. Тази карта служи за отбелязване на връзките в един сайт, като така дава възможност на „паяците“, които използват търсещите машини, да се насочат към вътрешните страници на дадения сайт. Те са особено полезни при „по-дълбоки“ сайтове, съдържащи много страници и категории. По-големите търсещи машини предлагат инструменти за администратори, като Google Webmaster Tools и Google Analitycs в които може да се регистрира или добави сайт в базата данни на търсачката, като така се гарантира обхождането му. Преобразуването на URL-а (адреса на страницата) в четим или „приятелски“ формат е още една стъпка към по-добра вътрешна оптимизация. Пример за това е: www.example.com/#psj=1&q=page2, което може да изглежда по четим за човека начин като: www.example.com/Добре_дошли. Използването на такива адреси създава допълнителни ключови думи за съдържанието на страницата, които биват индексирани от търсачките.

### Вътрешни фактори
- Определяне на търсената аудитория и организиране на съдържанието. Ядрото на сайта се съставя като се вземат предвид следното: съдържание на сайта, сайтове конкуренти, статистика по търсени думи (примерно Adwords на Google).
- Анализи на конкурентни страници – мястото им в търсачките, структурата и съдържанието им.
- Анализ на страниците

### Външна оптимизация
Външната оптимизация може да се определи като изграждане на онлайн авторитет или репутация на даден сайт. Най-често това се постига чрез поставянето на линкове (хипервръзки) към сайта в други сайтове. Чрез използването на рекламни кампании, които да поставят тези връзки на сайтове с подобно съдържание, до някаква степен се гарантират повече посещения на хора с интереси, сходни с тематиката на сайта. Поради това, че търсачките се стремят да извеждат полезни за потребителите резултати, то връзки от даден сайт, които се срещат често, биват тълкувани като полезни и съответно индексирани по-добре. Това обаче създава предпоставки за използване на забранени от търсачите методи, а именно закупуване на линкове в големи количества от източници с неизяснен произход.

### Поведенчески фактори
Поведенческите фактори представляват анализ и водене на статистика за дейността на потребителя. Това включва отчитане на продължителността на престой в страницата, отчитане на ключови думи посредством които потребителят е стигнал до страницата и къде точно в нея е бил препратен.

### Мета тагове и ключови думи
Целта на мета таговете и „ключовите думи“ е да направят описанието на страницата, разбираемо от търсещите машини. Това е било използвано от така наречените „спамерите“, които злоупотребяват с това. Заради тях търсещите машини практически са премахнали индексирането по ключовите думи и мета таговете, защото в резултатите при търсенето те често не дават искания от потребителя резултат. От най-голямо значение е съдържанието на страницата, а не мета таговете. Повече „тежест“ има текстът в определени тагове (<h1>..<h6>, <li>, <p>, <a>). Въпреки всичко това мета таговете не са напълно изключени и все още са важна част от оптимизацията.
Примери за мета тагове:
```
 
<
head
>

 
<
title
>
До 60-70 символа
</
title
>
 – заглавие (най-важната част)
 
<
meta
 
name
=
"author"
 
content
=
"xxx@xxx.xx"
 
/>

 
<
meta
 
name
=
"owner"
 
content
=
"xxx@xxx.xx"
 
/>

 
<
meta
 
name
=
"area"
 
content
=
"Industry"
 
/>

 
<
meta
 
name
=
"rating"
 
content
=
"General"
 
/>

 
<
meta
 
name
=
"description"
 
content
=
"Описание на страницата"
 
/>

 
<
meta
 
name
=
"abstract"
 
content
=
""
 
/>

 
<
meta
 
name
=
"keywords"
 
content
=
"Ключови думи около 250 символа"
 
/>

 
<
meta
 
name
=
"copyright"
 
content
=
""
 
/>

 
<
meta
 
http-equiv
=
"audience"
 
content
=
"Professional"
 
/>

 
<
meta
 
http-equiv
=
"content-type"
 
content
=
"text/html;charset=utf-8"
 
/>

 
<
meta
 
http-equiv
=
"Content-Language"
 
content
=
"bg"
 
/>

 
<
meta
 
name
=
"subject"
 
content
=
"ххх"
 
/>

 
<
meta
 
http-equiv
=
"cache-control"
 
content
=
"no-cache"
 
/>

 
<
meta
 
http-equiv
=
"pragma"
 
content
=
"no-cache"
 
/>

 
<
meta
 
name
=
"revisit-after"
 
content
=
"15 days"
 
/>
 – интервал от време през, който „роботът“ отново да сканира страницата
 
<
meta
 
name
=
"robots"
 
content
=
"index, follow"
 
/>

 
</
head
>

```

Може да се каже, че единствените мета тагове, които все още имат важност са title, description и charset.

### Оптимизация за скорост
От Google винаги се стараят да подобрят своят алгоритъм на търсене и да предлагат най-правилните и подходящи резултати на своите ползватели. От 2018 насам системата на Google обръща голямо внимание на големината на файловете в сайта и скоростта на тяхното зареждане, с идеята, че потребителите искат максимално бързо да получат информацията, която търсят. Така, по-бързите сайтове започват да се класират на предни позиции при изобразяване на резултатите от търсенето, което прави оптимизацията за скорост една от най-важните. Много от сървърите на хостинг компаниите предлагат възможност за подобряване на скоростта, за използване на кеширащи инструменти и забързване на зареждането, с което целят да привлекат повече клиенти. Има различни инструменти, с които разработчиците на уеб базиран софтуер могат да забързат даден сайт, като много компании предлагат подобни услуги.

## SEO и социалните сигнали
Постоянно нарастващите социални мрежи като Facebook, Twitter и др., дават предпоставка за използването им като един от подходите за SEO. Чрез използването на социални мрежи се цели достигането до по-широка аудитория, като така потенциално нараства вероятността за повече посещения.
Социалната мрежа Google+ използва инструмент, наречен „+1“ за определена страница, като извежда резултати свързани със съдържанието на отбелязаната страница при използване на подобни ключови думи. Така се засилва персонализираното търсене, като добавя човешки фактор към алгоритмите на търсачката. Според Google тези и други социални сигнали се използват за т.нар. социален авторитет, който добавя допълнителна тежест, различна от PageRank.

### Авторство в Google+
Система, представена от Google през 2011 г., удостоверяваща автентичността на дадено съдържание в интернет пространството. Базира се на свързване на статия, материал, документ и други със съществуващ профил в социалната мрежа Google+. По такъв начин се гарантира авторство върху публикации от всякакво естество. На търсещия в интернет пространството потребител се дава възможност да види освен резултатите от своето запитване, а също така и препратка под формата на профилна снимка в кръг на автора в Google+, с цел автентичност и добиване на по-ясна представа кой стои зад написаното. С използването на системата за авторство драстично се намалява възможността за попадане на частично копиран или изцяло копиран материал от трети лица и се гарантира качествено съдържание.
Последно от Гугъл прекратиха поддръжката на авторството и не показват повече снимка и име на автора на статията в резултатите от търсенето.
Към края на 2019 Гугъл почти приключват с поддръжката на Google+.

## Краят на SEO?
При по-внимателен поглед се вижда, че част от софтуерни приложения, които излизат на пазара включват в себе си и методи за събиране на данни за потребителите и за определени страници. Тази информация се използва за създаване на алгоритми, отчитащи популярността на страниците (как потребителите откриват и използват дадена страница) и даже какъв процент от тях стават впоследствие евентуални клиенти (конверсия). Известна програма от такъв тип е Google Analytics, мощен инструмент за анализ на посещаемостта на даден уеб сайт за webmaster-ите, която обаче доставя и значителна информация на Google.
Като краен резултат, SEO от автономна услуга започва да прераства в комплекс от маркетингови решения за оптимизация.

## SEO състезания
Първото SEO състезание е организирано от германски уебмастъри (Schnitzelmitkartoffelsalat, стартирано на 15 ноември 2002 г. в немската usenet група de.comm.infosystems.www.authoring.misc.) Англоговорещите страни стартират състезанието Nigritude ultramarine организирано от SearchGuild and DarkBlue (Dark Blue Sea Ltd), което по непотвърдени данни се води за родител на всички SEO състезания. Стартирано е на 7 май 2004 г.